# Megadyptes waitaha
A Megadyptes waitaha a madarak (Aves) osztályának pingvinalakúak (Sphenisciformes) rendjébe, ezen belül a pingvinfélék (Spheniscidae) családjába és a Spheniscinae alcsaládjába tartozó kihalt faj.

## Tudnivalók
A Megadyptes waitaha a kihalt pingvinfélék egyike, melyet 2008 novemberében fedeztek fel.
Ezt a pingvint az Otago Egyetem (University of Otago) és az Adelaide Egyetem (University of Adelaide) tudósai fedezték fel, amikor is 500 éves, 100 éves és mai pingvinek lábcsontjait hasonlították össze. Először azt hitték, hogy a csontok a Megadyptes madárnem ma is élő fajához, a sárgaszemű pingvinhez (Megadyptes antipodes) tartoznak. Azonban az ötszáz éves csontok DNS-vizsgálata azt mutatta, hogy egy egészen más pingvinfajról van szó. Viszont a két madár igen közeli rokonságban állt egymással. Emiatt kapta az újonnan felfedezett madár a Megadyptes waitaha tudományos nevet; az első név a madárnemét jelöli, míg a második név a maorik egyik régióját említi.
Sanne Boessenkool kutató szerint, ez a madár a mai élő rokonhoz képest, körülbelül 10%-kal kisebb lehetett. Új-Zéland tengerpartjain élt, egészen 1300-1500-ig, amikor is megérkeztek a maorik. A maorik megjelenése után hamarosan kipusztult a faj. Dr. Jeremy Austin (a DNS-kutatást végző intézet aligazgatója) szerint a mai sárgaszemű pingvin, mely eredetileg szubantarktikus származású, később érkezett a szigetre, hogy helyettesítse, azaz az üresen maradt ökológiai fülkét betöltse a Megadyptes waitaha kihalása után.

### Fordítás
- Ez a szócikk részben vagy egészben  a   Waitaha penguin című angol Wikipédia-szócikk ezen változatának fordításán alapul.  Az eredeti cikk szerkesztőit annak laptörténete sorolja fel. Ez a jelzés csupán a megfogalmazás eredetét és a szerzői jogokat jelzi, nem szolgál a cikkben szereplő információk forrásmegjelöléseként.